# Белгија на Светском првенству у атлетици на отвореном 2022.
Белгија је учествовала на 18. Светском првенству у атлетици на отвореном 2022. одржаном у Јуџину  од 15. до 25. јула осамнаести пут, односно учествовала је на свим првенствима до данас. Репрезентацију Белгије представљало је 30 учесника (17 мушкараца и 13 жена) у 21 дисциплини (11 мушких, 9 женских и 1 мешовита).,
На овом првенству Белгија је по броју освојених медаља делила 16. место са 3 освојене медаље (1 златна и 2 бронзане). У табели успешности према броју и пласману такмичара који су учествовали у финалним такмичењима (првих 8 такмичара) Белгија је са 4 учесника у финалу заузела 18. место са 27 бодова.
| Плас. | Земља   | 1. место | 2. место | 3. место | 4. место | 5. место | 6. место | 7. место | 8. место | Бр. финал. | Бод. |
| ----- | ------- | -------- | -------- | -------- | -------- | -------- | -------- | -------- | -------- | ---------- | ---- |
| 18.   | Белгија | 1        | 0        | 2        | 0        | 1        | 1        | 0        | 0        | 5          | 27   |

## Учесници
| Мушкарци: - Кевин Борле — 400 м, 4 х 400 м - Дилан Борле — 400 м, 4 х 400 м - Александар Дом — 400 м, 4 х 400 м, 4х400 м (м+ж) - Елиот Крестан — 800 метара - Рубен Верхајден — 1.500 м - Исмаел Дебјани — 1.500 м - Исак Кимели — 10.000 м - Башир Абди — Маратон - Томас де Бок — Маратон - Lahsene Bouchikhi — Маратон - Жилијен Ватрен — 400 м препоне, 4 х 400 м - Тим Ван де Велде — 3.000 м препреке - Жонатан Сакор — 4 х 400 м - Кристијан Игуасел — 4х400 м (м+ж) - Томас Кармои — Скок увис - Бен Брудерс — Скок мотком - Филип Миланов — Бацање диска | Жене: - Имке Вервает — 200 м - Камил Лаус — 400 м - Наоми Ван Ден Брук — 400 м - Vanessa Scaunet — 800 м - Елиз Вандерелст — 1.500 м - Мике Горисен — Маратон - Ан Загре — 100 м препоне - Paulien Couckuyt — 400 м препоне - Камил Лаус — 4х400 м (м+ж) - Хелена Понет — 4х400 м (м+ж) - Ванеса Стеркендрис — Бацање кладива - Нафисату Тијам — Седмобој - Нор Видтс — Седмобој |

## Освајачи медаља (3)

### Сребро (1)
- Нафисату Тијам — Седмобој

### Бронза (2)
- Башир Абди — Маратон
- Дилан Борле, Жилијен Ватрен 
 Александар Дом, Кевин Борле  — 4 х 400 м

## Резултати

### Мушкарци
| Атлетичар                                                           | Дисциплина       | Лични рекорд | Квалификације     | Квалификације     | Полуфинале            | Полуфинале            | Финале                | Финале       | Детаљи |
| Атлетичар                                                           | Дисциплина       | Лични рекорд | Резултат          | Место             | Резултат              | Место                 | Резултат              | Место        | Детаљи |
| ------------------------------------------------------------------- | ---------------- | ------------ | ----------------- | ----------------- | --------------------- | --------------------- | --------------------- | ------------ | ------ |
| Кевин Борле                                                         | 400 м            | 44,56        | 45,72 кв          | 4. у гр. 2        | 45,26                 | 5. у гр. 3            | Нису се квалификовали | 12 / 41      |        |
| Дилан Борле                                                         | 400 м            | 45,18        | 45,70 КВ          | 2. у гр. 4        | 45,41                 | 5. у гр. 1            | Нису се квалификовали | 14 / 41      |        |
| Александар Дом                                                      | 400 м            | 45,34        | 46,18 КВ          | 3. у гр. 3        | 45,80                 | 6. у гр. 2            | Нису се квалификовали | 19 / 41      |        |
| Елиот Крестан                                                       | 800 м            | 1:44,84      | 1:46,61           | 3. у гр. 3        | Нису се квалификовали | Нису се квалификовали | Нису се квалификовали | 12 / 42 (45) |        |
| Рубен Верхајден                                                     | 1.500 м          | 3:35,19      | 3:39,46           | 7. у гр. 3        | Нису се квалификовали | Нису се квалификовали | Нису се квалификовали | 30 / 41 (42) |        |
| Исмаел Дебјани                                                      | 1.500 м          | 3:33,06 НР   | 3:39,96           | 12. у гр. 2       | Нису се квалификовали | Нису се квалификовали | Нису се квалификовали | 34 / 41 (42) |        |
| Исак Кимели                                                         | 10.000 м         | 27:22,70     |                   |                   |                       |                       | 27:43,50 ЛРС          | 10 / 24      |        |
| Башир Абди                                                          | Маратон          | 2:03:36      | 2:06:48           |                   |                       |                       |                       |              |        |
| Жозе Марсио Леао да Силва                                           | Маратон          | 2:08:37      | 2:11:43           | 27 / 54 (63)      |                       |                       |                       |              |        |
| Lahsene Bouchikhi                                                   | Маратон          | 2:10:22      | Није завршио трку | Није завршио трку |                       |                       |                       |              |        |
| Жилијен Ватрен                                                      | 400 м препоне    | 48,90 НР     | 49,83 (.822) КВ   | 2. у гр. 3        | 49,52                 | 3. у гр. 1            | Нису се квалификовали | 14 / 35 (37) |        |
| Тим Ван де Велде                                                    | 3.000 м препреке | 8:27,01      | 9:03,11           | 13. у гр. 1       |                       |                       | Нису се квалификовали | 40 / 40 (41) |        |
| Дилан Борле Жилијен Ватрен Александар Дом Кевин Борле Жонатан Сакор | 4 х 400 м        | 2:57,88 НР   | 3:01,96 КВ, НРС   | 1. у гр. 2        | 2:58,72 НРС           |                       |                       |              |        |
| Томас Кармои                                                        | Скок увис        | 2,27         | 2,25              | 8. у гр. А        | Није се квалификовао  | 17 / 26 (29)          |                       |              |        |
| Бен Брудерс                                                         | Скок мотком      | 5,85 НР      | 5,75 кв           | 2. у гр. Б        | 5,70                  | 11 / 28 (32)          |                       |              |        |
| Филип Миланов                                                       | Бацање диска     | 67,26 НР     | 61,47             | 10. у гр. Б       | Није се квалификовао  | 21 / 29 (32)          |                       |              |        |

### Жене
| Атлетичарка        | Дисциплина     | Лични рекорд | Квалификације | Квалификације           | Полуфинале            | Полуфинале            | Финале                | Финале          | Детаљи |
| Атлетичарка        | Дисциплина     | Лични рекорд | Резултат      | Место                   | Резултат              | Место                 | Резултат              | Место           | Детаљи |
| ------------------ | -------------- | ------------ | ------------- | ----------------------- | --------------------- | --------------------- | --------------------- | --------------- | ------ |
| Имке Вервает       | 200 м          | 23,05        | 23,28         | 5. у гр. 3              | Нису се квалификовале | Нису се квалификовале | Нису се квалификовале | 30 / 44 (45)    |        |
| Камил Лаус         | 400 м          | 51,49        | 52,56         | 6. у гр. 3              | Нису се квалификовале | Нису се квалификовале | Нису се квалификовале | 31 / 43         |        |
| Наоми Ван Ден Брук | 400 м          | 51,73        | 53,16         | 7. у гр. 5              | Нису се квалификовале | Нису се квалификовале | Нису се квалификовале | 40 / 43         |        |
| Vanessa Scaunet    | 800 м          | 2:02,05      | 2:04,07       | 7. у гр. 5              | Нису се квалификовале | Нису се квалификовале | Нису се квалификовале | 41 / 45         |        |
| Елиз Вандерелст    | 1.500 м        | 4:02,63 НР   | 4:10,45       | 11. у гр. 1             | Нису се квалификовале | Нису се квалификовале | Нису се квалификовале | 35 / 42         |        |
| Мике Горисен       | Маратон        | 2:28:31      |               |                         |                       |                       | 2:31:06 ЛРС           | 19 / 32 (41)    |        |
| Ан Загре           | 100 м препоне  | 12,71 НР     | 13,25 / 14,09 | 3. у гр. 2 / 1. у гр. 7 | Није се квалификовала | Није се квалификовала | Није се квалификовала | 31/37 / 38 (42) |        |
| Paulien Couckuyt   | 400 м препоне  | 54,47 НР     | 55,72 КВ      | 4. у гр. 1              | 55,42                 | 5. у гр. 1            | Нису се квалификовале | 12 / 36 (37)    |        |
| Ванеса Стеркендрис | Бацање кладива | 69,91 НР     | 67,88         | 13. у гр. Б             |                       |                       | Нису се квалификовале | 24 / 30         |        |

#### Седмобој
| Дисциплина    | Нафисату Тијам | Нафисату Тијам | Нафисату Тијам | Нафисату Тијам | Нафисату Тијам | Нафисату Тијам |
| Дисциплина    | Лич. рек.      | Резултат       | Бод.           | Плас.          | Укупно         | Плас.          |
| ------------- | -------------- | -------------- | -------------- | -------------- | -------------- | -------------- |
| 100 м препоне | 13,34          | 13,21 ЛР       | 1.093          | 5.             | 1.093          | 5.             |
| Скок увис     | 2,02           | 1,95 РПс       | 1.171          | 1.             | 2.242          | 1.             |
| Бацање кугле  | 15,52          | 15,03 ЛРС      | 863            | 2.             | 3.127          | 1.             |
| 200 м         | 24,37          | 24,39          | 944            | 9.             | 4.071          | 1.             |
| Скок удаљ     | 6,86           | 6,59           | 1.036          | 1.             | 5.107          | 1.             |
| Бацање копља  | 59,32          | 53,01 ЛРС      | 919            | 3.             | 6.026          | 2.             |
| 800 м         | 2:15,24        | 2:13,00 ЛР     | 921            | 5.             | 6.947          | 1.             |
| Седмобој      | 7.013 НР       |                |                |                | 6.947 СРС      |                |

| Дисциплина    | Нор Видтс | Нор Видтс        | Нор Видтс | Нор Видтс | Нор Видтс | Нор Видтс   |
| Дисциплина    | Лич. рек. | Резултат         | Бод.      | Плас.     | Укупно    | Плас.       |
| ------------- | --------- | ---------------- | --------- | --------- | --------- | ----------- |
| 100 м препоне | 13,17     | 13,20 (.200) ЛРС | 1.094     | 4.        | 1.094     | 4.          |
| Скок увис     | 1,84      | 1,83             | 1.016     | 6.        | 2.110     | 4.          |
| Бацање кугле  | 14,33     | 14,43 ЛР         | 823       | 3.        | 2.933     | 4.          |
| 200 м         | 23,70     | 23,92 ЛРС        | 988       | 5.        | 3.921     | 5.          |
| Скок удаљ     | 6,60      | 6,33             | 953       | 6.        | 4.874     | 5.          |
| Бацање копља  | 41,80     | 41,62 ЛРС        | 698       | 11.       | 5.572     | 6.          |
| 800 м         | 2:08,81   | 2:08,50 ЛР       | 987       | 3.        | 6.559     | 5.          |
| Седмобој      | 6.571     |                  |           |           | 6.559 ЛРС | 5 / 12 (16) |

### Мешовито
| Атлетичари                                                               | Дисциплина | Лични рекорд | Квалификације | Квалификације | Полуфинале | Полуфинале | Финале                | Финале       | Детаљи |
| Атлетичари                                                               | Дисциплина | Лични рекорд | Резултат      | Место         | Резултат   | Место      | Резултат              | Место        | Детаљи |
| ------------------------------------------------------------------------ | ---------- | ------------ | ------------- | ------------- | ---------- | ---------- | --------------------- | ------------ | ------ |
| Александар Дом (м) Камил Лаус (ж) Кристијан Игуасел (м) Хелена Понет (ж) | 4 х 400 м  | 3:11,51 НР   | 3:16,01 НРС   | 7. у гр. 1    |            |            | Нису се квалификовали | 10 / 15 (16) |        |